# TANS Perú-vlucht 204
TANS Perú-vlucht 204 was een vlucht van TANS Perú waarbij een Boeing 737-200 op 23 augustus 2005 neerstortte. Het betrof een binnenlandse vlucht van Lima naar Pucallpa in Peru. Bij het aanvliegen van de landingsbaan in zeer slecht weer kwam het toestel in problemen en kwam neer in een moeras op 5 km van Pucallpa.
In het vliegtuig zaten 91 passagiers en 7 bemanningleden. Na de crash werden 40 lichamen geborgen en 58 overlevenden gemeld. In het toestel zaten 15 buitenlanders, meest Amerikanen.
Het onderzoek werd gehinderd door mensen uit de stad die delen van het vliegtuig kwamen stelen. Zo is de flightdatarecorder vermist geweest en heeft men deze teruggekregen door een beloning uit te schrijven van 500 dollar.

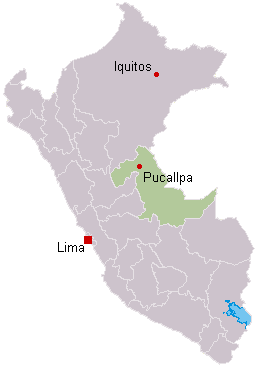
een kaart van Peru met de plaats van het ongeluk